# Fort Ruigenhoek

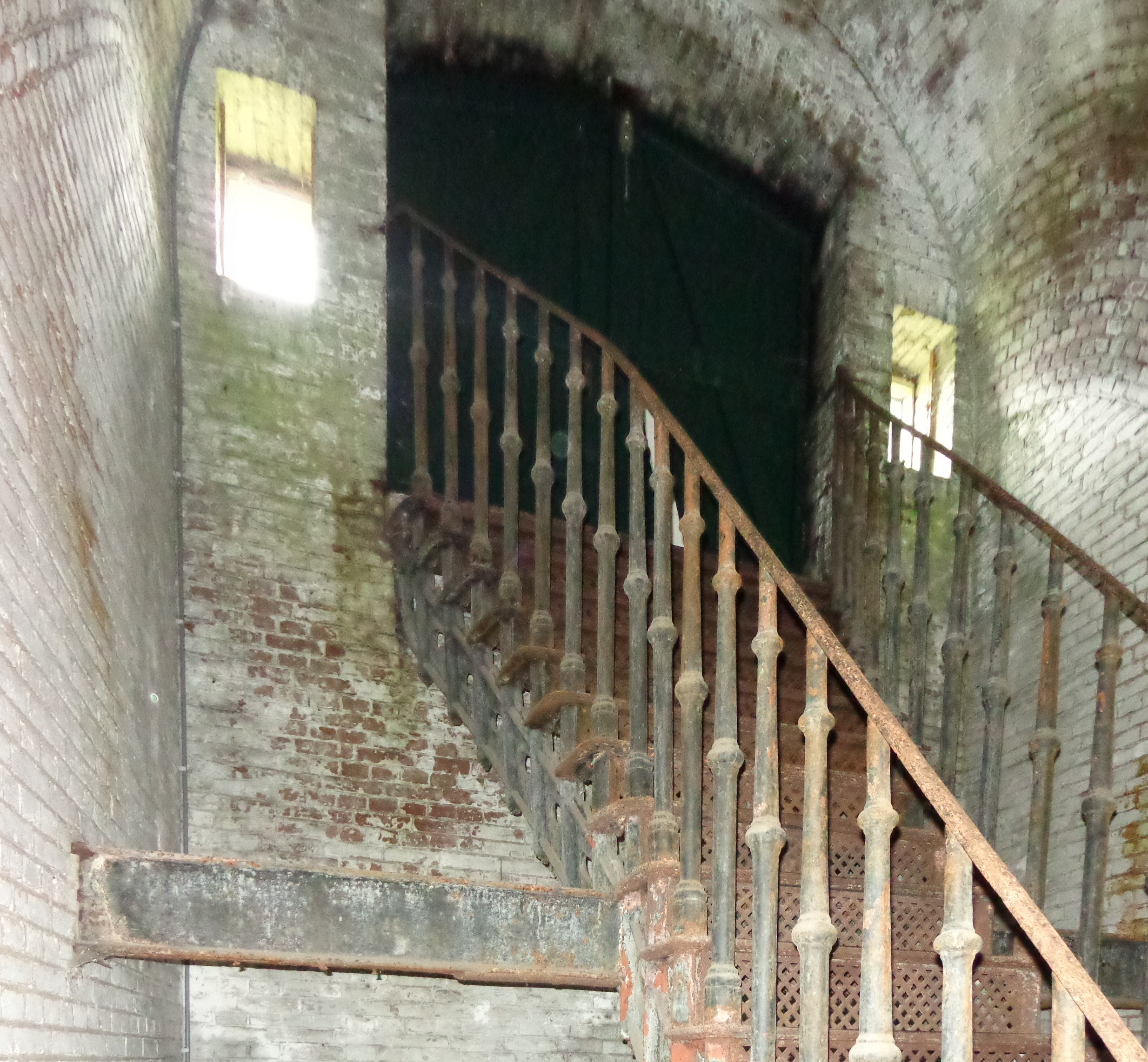
De stormtrap naar het dak van wachtgebouw A

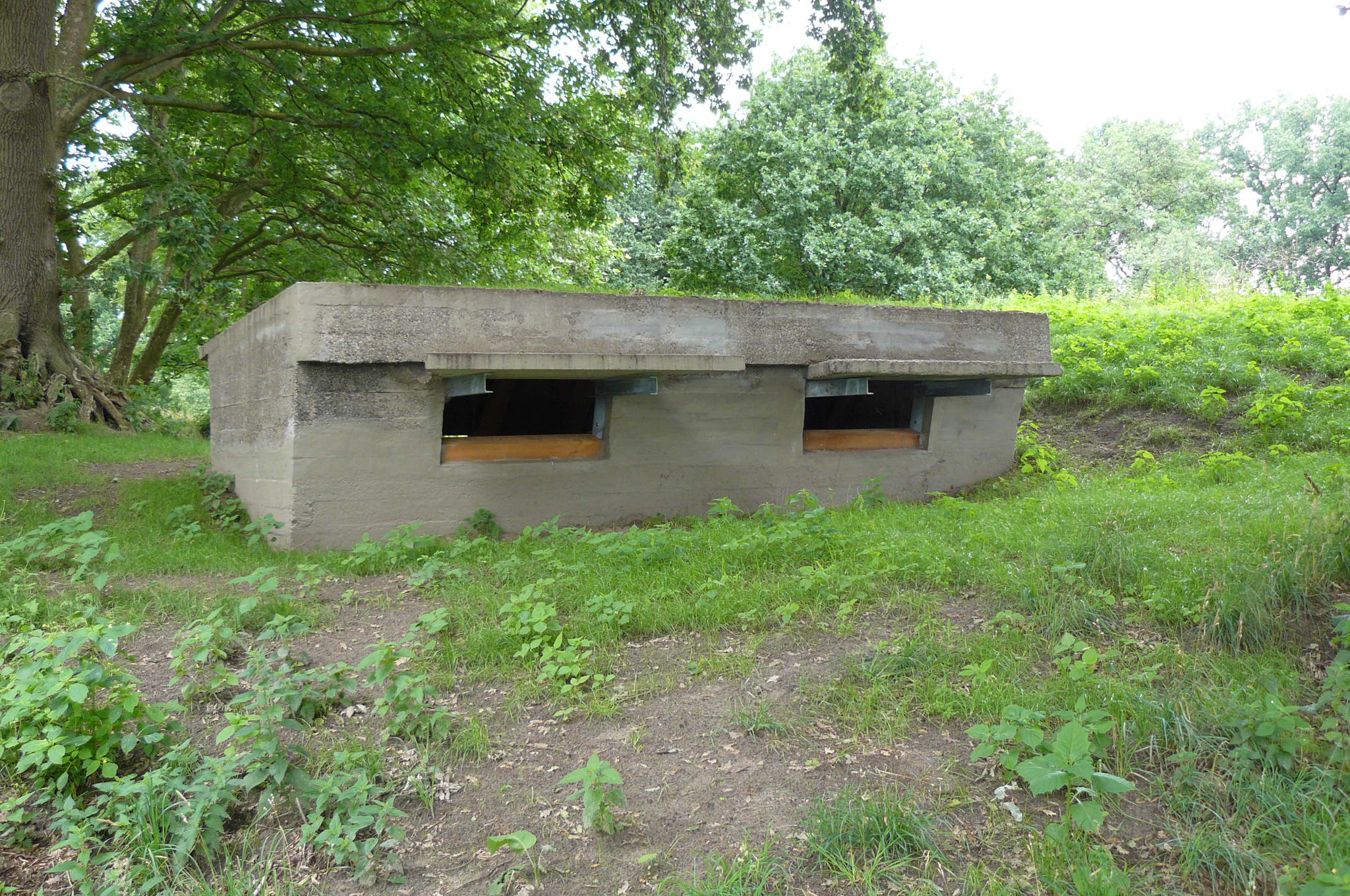
Een gerestaureerde kazemat uit de Eerste Wereldoorlog.

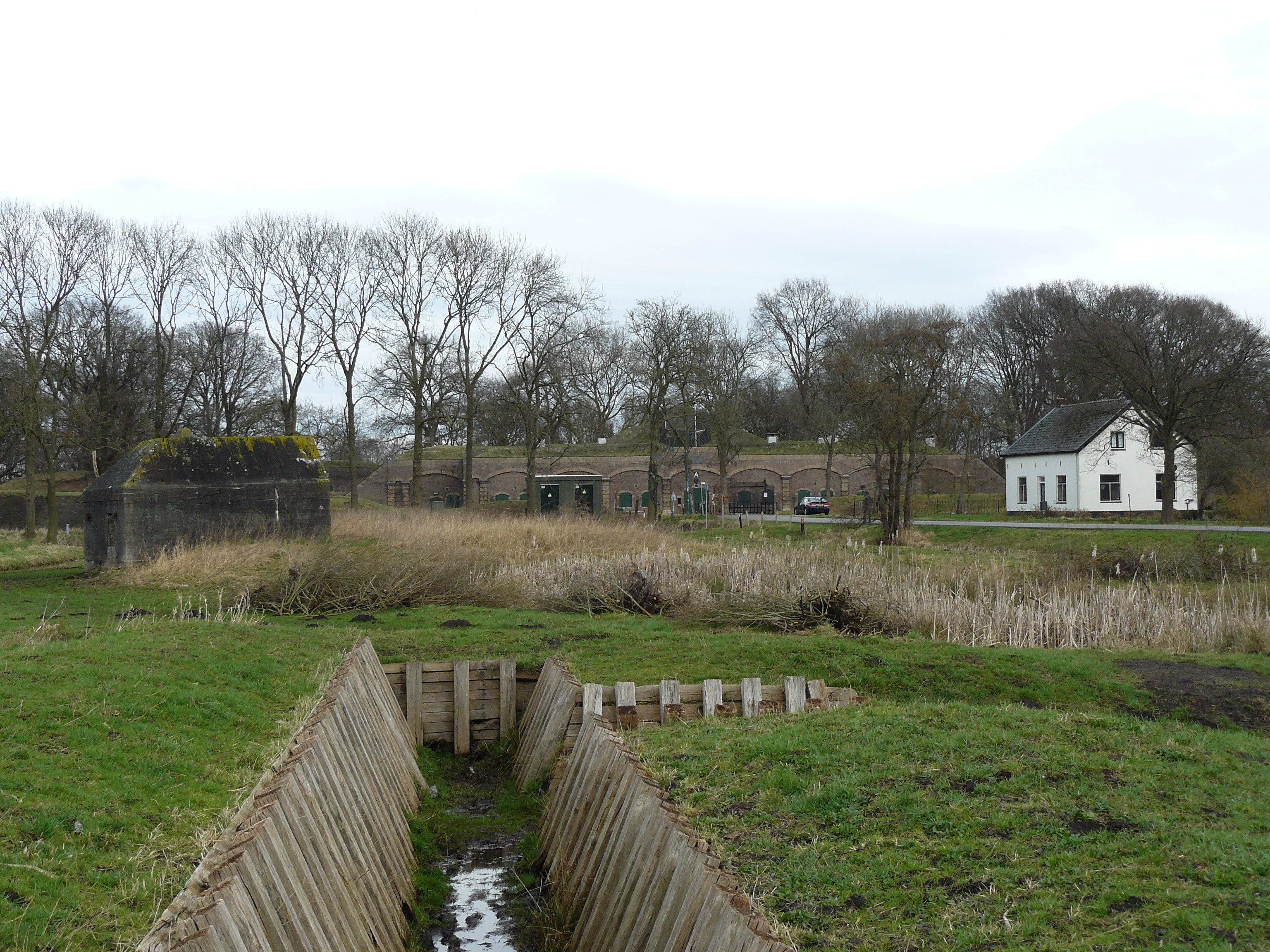
Loopgraaf en groepsschuilplaats bij Fort Ruigenhoek. Helemaal rechts staat het (witte) fortwachtershuis.

Fort Ruigenhoek is een Nederlands fort bij Utrecht. Het is in de jaren 1869-1870 gebouwd ten westen van het dorp Groenekan als onderdeel van de Nieuwe Hollandse Waterlinie.

## Beschrijving
Het fort is gebouwd in een vooruitgeschoven ring, die noodzakelijk werd door de verbetering van artillerie, en nam deels de taken over van Fort Blauwkapel. Het fort had als taak het acces via de Ruigenhoeksedijk af te sluiten en de kade tussen twee inundatiekommen te verdedigen.
Het fort is een vierhoek met bastions, bomvrije kazernes, remises en groepsschuilplaatsen. Met de bouw werd rond 1869 begonnen. Omstreeks 1871 was het werk klaar en stond er een bomvrij wachtgebouw (A) en vier remises en magazijnen bij de geschutemplacementen. Dit zijn de gebouwen met de huidige letters D, E, G en H. In het wachtgebouw waren er diverse ruimten voor de manschappen, een keuken en waterreservoirs, maar ook munitie werd hier opgeslagen. Een bijzonder element is de stormtrap in het bomvrije wachtgebouw die toegang geeft tot het dak van het gebouw met borstwering. In een brugpijler is een natuurstenen peilschaal ingemetseld voor de controle van de waterstand.
Er werden lessen getrokken uit de Frans-Duitse Oorlog van 1871. De bestaande gebouwen waren te klein en nieuwbouw was noodzakelijk. Tussen 1877 en 1879 zijn diverse bomvrije gebouwen toegevoegd, zoals een kazerne (B) voor circa 100 man, een nieuw munitiemagazijn met remise voor de kanonnen (C) en gebouw D werd vergroot.
Vanaf de Eerste Wereldoorlog fungeerde het fort als infanteriebasis en werden er veel aanpassingen uitgevoerd, zoals de aanleg van loopgraven en betonnen mitrailleurkazematten met bijbehorende observatiekoepels. Uniek zijn de twee kazematten die recent zijn gerestaureerd.
In 1939 en 1940 werden op het fort 11 betonnen groepsschuilplaatsen Type P gebouwd en drie koepelkazematten van het Type G. De gietstalen koepels zijn tussen 1940 en 1945 door de Duitse bezetter afgevoerd en alleen de zwaar beschadigde betonnen fundamenten zijn nog zichtbaar. Diverse loopgraven werden ook aangelegd in het aardwerk, maar deze zijn nog voor een deel zichtbaar is in het terrein.
Na de oorlog werd het fort gebruikt voor de opslag van munitie. Van 1966 tot de opheffing in 1994 was hier ook de explosievenwerkplaats van het Bureau Voorbereidingen Voorzieningen aan Kunstwerken gevestigd. Dit was een onderdeel van de Koninklijke Landmacht en trof voorbereidingen om bruggen en andere infrastructurele werken op te blazen bij een aanval op Nederland.

## Tegenwoordig
Het Waterliniepad loopt langs dit fort.
In 1997 werd Staatsbosbeheer eigenaar van het fort. Er zijn plannen van Staatsbosbeheer om dit fort als onderdeel van het Noorderpark een toeristische bestemming te geven.
Zwembad "de Kikker" is gevestigd naast het fort. Zwemmers zwemmen in de fortgracht.
Het fort is op diverse zater- en zondagen in het jaar geopend voor bezoekers.

## Monumentale status
Het fort  kent een beschermde status als rijksmonument. Om precies te zijn, zijn er 14 onderdelen op het fort zelf die zijn ingeschreven in het rijksmonumentenregister. Deze, en nog eens 6 onderdelen van de Nieuwe Hollandse Waterlinie in de directe omgeving van het fort die eveneens rijksmonument zijn, zijn te vinden in de lijst van rijksmonument rond Fort Ruigenhoek.